# Tina Kiberg
Tina Sarsøe Kiberg (født 30. december 1958 på Frederiksberg) er en dansk operasangerinde (sopran), der har opnået international succes med store roller i operaer af Richard Strauss og Wagner. Hun er uddannet på Det Kongelige Danske Musikkonservatorium og på Operaakademiet fra 1981 til 1985.

## Tidligt liv
Tina Kiberg er datter af operasanger Claus Lembek og sangpædagog Birgit Sarsøe. Hun voksede op i Birkerød sammen med sin mor, dennes mand, Erling Kiberg, og tre halvsøskende. Det var først som tyve-årig, at hun lærte sin biologiske far at kende. I 1977 tog hun studentereksamen fra Birkerød Statsskole. Men allerede i 1975 var hun blevet optaget på Det Kongelige Danske Musikkonservatorium, hvor hun fulgte sanguddannelsen samtidig med gymnasieuddannelsen.

## Karriere
Som elev på Operaakademiet debuterede hun på Det Kongelige Teater i 1983 som Leonora i Carl Nielsens Maskarade. Hun har siden været medlem af ensemblet på Det Kongelige Teater. Sideløbende har hun været på gæstespil både internationalt og i Danmark. Første gang var i 1988 i Genève, hvor hun sang partiet som Agathe i Carl Maria von Webers opera Jægerbruden. Hun har gæstesunget et stort repertoire i bl.a. Tyskland, Østrig, Frankrig og Japan. I 1992 fik hun et gennembrud med sin første Wagner-rolle, da hun debuterede i Bayreuth som Elisabeth i Tannhäuser. Året efter sang hun for første gang Sieglinde i Valkyrien på Den Jyske Opera i Århus.
Hun var den første kvindelige danske sanger på The Metropolitan Opera i New York med Pamina i Tryllefløjten i 1995. I 2006 delte hun og Iréne Theorin hovedrollen som Brünnhilde i Det Kongelige Teaters anden samlede opførelse af Wagners Nibelungens Ring på Operaen på Holmen. Den første var i 1912.
Kiberg har også sunget Søster Jeanne i Djævlene fra Loudun med succes.
I 2015 var hun i rollen som Sound of Musics abbedisse med sangen Climb Ev'ry Mountain.
I filmens verden har hun lagt sangstemme til Hanne Stensgaards rolle som Filippa i Gabriel Axels Oscar-vindende Babettes gæstebud.
I filmen høres hendes stemme til blandt andet salmen Herre Gud! Dit dyre navn og ære.
Tina Kiberg blev den 11. februar 1990 gift med operasangeren Stig Fogh Andersen, som hun har to døtre med. Tina Kiberg blev æreskunstner i Østermarie i 2000 på anbefaling af kollegaen Aage Haugland. Hun har i den anledning fået opkaldt Tina Kibergs Sti i Saltuna efter sig.
Hendes erindringer Liv og Levelse fortalt til Michael Moritzen udkom på Gyldendal, 2014

## Hædersbevisninger
- 1990 Musikanmelderringens Kunstnerpris
- 1991 Aksel Schiøtz-Prisen
- 1993 Tagea Brandts Rejselegat
- 1993 ridder af Dannebrog
- 2001 ridder af 1. grad af Dannebrog
- 2010 Kongelig Kammersanger
- 2011 Elisabeth Dons' Mindelegat